# Cercal (Santiago do Cacém)
Cercal es una freguesia portuguesa del concelho de Santiago do Cacém, con 136,40 km² de superficie y 3.882 habitantes (2001). Su densidad de población es de 28,5 hab/km².